# Chaplin spiser Pølser
Chaplin spiser Pølser er en amerikansk stumfilm fra 1914 af Mack Sennett.

## Medvirkende
- Mabel Normand - Mabel
- Charles Chaplin
- Chester Conklin
- Slim Summerville
- Billie Bennett